# Serge Trigano
Pour les articles homonymes, voir Trigano.
Serge Trigano, fils de Gilbert Trigano et neveu d'André Trigano, est né le 24 mai 1946. C'est un homme d'affaires français, connu pour avoir présidé le Club Méditerranée dans les années 1990, et avoir investi dans les hôtels Mama Shelter avec le designer Philippe Starck durant les années 2000.

## Biographie
Serge Trigano est né dans une famille de commerçants originaires d'Algérie. Son grand père fonde l'entreprise Trigano après la Guerre. Son enfance est baignée dans le Club Med par les récits de son père. Il a une sœur qui deviendra avocate et deux autres qui travailleront au Club.
Alors que son père devient PDG du Club Méditerranée en 1963, quelques années plus tard, après des études de droit à Assas, il entre dans l'entreprise de voyages. Il passe par de nombreux postes, de GO à Chef de Village, prend la direction de la filiale américaine puis « directeur des opérations mondiales ». « On ne vivait que pour le Club » précise t-il ; il y rencontre d'ailleurs Gisela sa future femme. 
En 1989, il devient administrateur-directeur général de l'entreprise après l'accident aérien de Cap Skirring.
À la suite de la démission de son père qui restera « président d'honneur », il prend la présidence du Club Méditerranée en 1993, entouré de ses deux sœurs. Considéré comme « piètre gestionnaire », pertes et erreurs de stratégies s'accumulent ; le Club perd 743 millions de francs en 1996 : les actionnaires dont la Famille Agnelli, évincent alors Serge Trigano de la direction et nomment comme PDG Philippe Bourguignon, « viré » sans « élégance » dit-il plus tard ; il y restera encore quelques mois comme président du conseil de surveillance. Il reconnaîtra qu'il aurait dû « tuer le père », en fermant certains villages et en licenciant.
Peu de temps après son éviction, ses deux fils Benjamin et Jérémie viennent travailler avec lui,,. Il crée, à la fin des années 1990, le holding Groupe Serge Trigano composé de la société Serge Trigano & Sons, Town and Shelter dont il est également PDG, Altour (agence de voyages), et Moments of Life (séminaires d'entreprises). En 2008, épaulé par divers associés, il ouvre avec succès le premier hôtel à l'enseigne Mama Shelter, fondé sur les grands principes de son expérience au Club Med,. Il précise plus tard que « ma sortie brutale du Club est la meilleure chose qui me soit arrivée. Là-bas, je n'étais que le fils de Gilbert »,. Persuadé que le XXIe siècle consacrera le tourisme dans les grandes villes, il ouvre un deuxième hôtel-restaurant à Marseille en 2012.
En 2014, lors de la bataille financière qui oppose Andrea Bonomi aux actionnaires du Club Med, Serge Trigano est pressenti pour devenir président non exécutif de son ancienne entreprise,. Peu de temps après, Accor prend plus d'un tiers dans les Mama Shelter, la famille Trigano conservant 38 % du capital. Finalement, après quelques années, Accor devient propriétaire de l'enseigne ; Serge Trigano élabore alors un nouveau programme hôtelier sous la marque Oh Baby,, établissements destinés aux villes moyennes et prévus pour 2027. En parallèle, il développe avec des fonds d'investissements des résidences hôtelières pour séniors, Casa Barbara, dont le premier a ouvert à Nice en 2025.